# بخش بایند
بخش بایند (به انگلیسی: Bhind district) یک منطقهٔ مسکونی در هند است که در Chambal division واقع شده‌است. بخش بایند ۴٬۴۵۹ کیلومتر مربع مساحت و ۱٬۷۰۳٬۰۰۵ نفر جمعیت دارد.